# Miasto Gradačac
Miasto Gradačac (boś. Grad Gradačac) – gmina w Bośni i Hercegowinie, w kantonie tuzlańskim. W 2013 roku liczyła 39 340 mieszkańców.